# Assassinio di Benigno Aquino Jr.
L'assassinio di Benigno Aquino Jr., ex Senatore delle Filippine, avvenne domenica 21 agosto 1983 all'Aeroporto Internazionale di Manila, Parañaque, alle 13:00 ora locale. Benigno Aquino Jr., noto rivale politico del Presidente Ferdinand Marcos, fu ferito mortalmente da un colpo d'arma da fuoco alla nuca mentre sbarcava dall'aereo che lo riportava nelle Filippine, al ritorno da un esilio di tre anni negli Stati Uniti d'America. Oltre ad Aquino rimase ucciso il suinicoltore e fuorilegge Rolando Galman, successivamente indicato come il suo assassino dal governo filippino.

## Storia
Ex governatore della provincia di Tarlac, Aquino fu eletto nel Senato nel 1967 e si contraddistinse come uno dei più noti critici dell'amministrazione di Ferdinand Marcos. Dopo la dichiarazione della legge marziale nel 1972, fu arrestato dal governo filippino assieme ad altri attivisti, accusato di istigazione alla violenza, omicidio e possesso illegale di armi. Il suo processo continuò per diversi anni e nel 1977 la Commissione Militare lo condannò alla fucilazione, sebbene Marcos non ordinò mai l'applicazione della sua pena di morte. Nel marzo 1980 fu colpito da un infarto e due mesi dopo ottenne il permesso di potersi medicare negli Stati Uniti da parte del governo Marcos, da cui ricevette inoltre sostegno finanziario per le sue cure. Passò lì i tre anni successivi e nell'agosto 1983 decise di ritornare nelle Filippine, alla notizia che Marcos si sarebbe sottoposto ad un delicato trapianto renale e nonostante l'opposizione di quest'ultimo. Affermò di essere tornato per chiedere al Presidente filippino di dimettersi e permettere così una transizione dei poteri.
L'assassinio ebbe grandi ripercussioni e consolidò enormemente l'opposizione al governo Marcos. L'episodio portò inoltre la vedova di Aquino e sino ad allora semplice casalinga, Corazon, alla ribalta della politica nazionale ed alla sua candidatura alle elezioni presidenziali del 1986, queste ultime richieste personalmente da Ferdinand Marcos su grande pressione, al fine di riconquistare democraticamente il potere. Sebbene Marcos fu dichiarato il vincitore dal Comitato per le elezioni, l'opposizione lo accusò di brogli elettorali e diede inizio ad una rivolta alla quale si unirono più tardi il cardinale Jaime Lachica Sin e due stretti collaboratori del Presidente, il ministro della difesa Juan Ponce Enrile ed il capo delle Forze Armate Fidel Valdez Ramos. Tale rivolta sfociò nella rivoluzione del Rosario, costringendo il Capo di Stato all'esilio forzato nelle Hawaii ed all'instaurazione di Corazon Aquino come 11º Presidente delle Filippine.
Sebbene l'opposizione e la famiglia Aquino abbiano accusato Marcos di essere stato il mandante dell'assassinio, non furono mai scoperte prove a supporto di tali affermazioni. Poco dopo l'evento, il governo Marcos ordinò un'investigazione che portò all'accusa di omicidio nei confronti di un civile e venticinque membri del personale militare incaricato di scortare Aquino all'uscita dall'aereo; tutti gli accusati furono tuttavia assolti dalla corte speciale del Sandiganbayan. Dopo l'esilio di Marcos, l'amministrazione di Corazon Aquino ordinò una nuova serie di investigazioni che portò alla condanna di sedici soldati, sentenziati poi all'ergastolo. Sin dal loro arresto, uno dei militari ottenne l'indulto, tre di loro morirono ed il resto ricevette la commutazione della pena in tempi diversi; l'ultimo gruppo di accusati fu scarcerato nel 2009. Oltre a Marcos furono incolpati sua moglie, Imelda, e il generale Fabian Ver, sebbene anche in questo caso non siano mai emerse delle prove.
Pablo Martinez, membro della scorta militare incaricata di arrestare Aquino e sospettato di essere il vero assassino, indicò come mandante Danding Cojuangco, cugino di Corazon Aquino e consigliere di Ferdinand Marcos entrato in contrasto con Benigno. Diversi sostenitori di teorie del complotto ipotizzarono che Rolando Galman fu usato solamente come esca e che dietro l'uccisione di Aquino potrebbe esserci stato un progetto coinvolgente più persone.

## Cronologia delle indagini sull'assassinio
- 21 agosto 1983 – Benigno Aquino Jr. e Rolando Galman sono assassinati all'aeroporto internazionale di Manila.
- 24 agosto 1983 – Il Presidente Ferdinand Marcos crea una commissione d'investigazione guidata dal capo della Corte Suprema Enrique Fernando per indagare riguardo all'uccisione di Aquino; tale commissione si scioglie dopo due convegni.
- 31 agosto 1983 – Più di due milioni di persone si riuniscono per le strade di Manila per i funerali di Benigno Aquino Jr.
- 22 ottobre 1983 – Ferdinand Marcos crea un nuovo comitato d'inchiesta, noto come Agrava Fact-Finding Board.
- 22 ottobre 1984 – L'Agrava Board conclude che ufficiali militari, guidati dal generale Fabian Ver, avevano pianificato di uccidere Aquino; la Corte Suprema affida il caso al Sandiganbayan.
- 2 dicembre 1985 – La corte del Sandiganbayan assolve tutti gli accusati.
- 12 settembre 1986 – La Corte Suprema, riorganizzata in seguito alla rivoluzione del Rosario, chiede la riapertura delle indagini. Un civile e venticinque militari vengono accusati.
- 28 settembre 1990 – Sedici dei venticinque soldati sono condannati all'ergastolo dalla corte del Sandiganbayan.
- 23 luglio 1991 – La Corte Suprema approva la condanna definitiva.
- 21 novembre 1998 – Il generale Ver muore a Bangkok.
- 8 marzo 2005 – La Corte Suprema rifiuta l'appello di uno degli accusati di riaprire le indagini.[1]
- 21 agosto 2007 – Ventiquattresimo anniversario dell'assassinio. Il giudice Andres Narvasa richiede l'archiviazione del caso; Juan Ponce Enrile chiede la clemenza nei confronti di quattordici accusati. Corazon Aquino e suo figlio Benigno Aquino III perdonano pubblicamente gli accusati ma si oppongono alle richieste di scarcerazione dei soldati. Eduardo Ermita propone anch'egli l'atto di clemenza.[2][3][4]
- 24 agosto 2007 – Eduardo Ermita dichiara ufficialmente che, per motivazioni politiche, l'appello per la clemenza dei quattordici militari non è stato approvato e pertanto la richiesta è annullata.[5]
- 22 novembre 2007 – Dopo oltre vent'anni di prigionia, Pablo Martinez, uno degli accusati, viene scarcerato dopo aver ottenuto l'indulto da parte del Presidente Gloria Macapagal-Arroyo. In seguito al proprio rilascio dichiara:

- 14 marzo 2008 – Mario Lazaga, uno dei sedici soldati accusati, muore di ipertensione in carcere. Due altri soldati erano morti sin dall'indulto di Pablo Martinez.[7]
- febbraio 2009 – Felizardo Taran e Rolando de Guzman sono scarcerati dopo aver scontato la propria pena.[8]
- 4 marzo 2009 – I restanti dieci accusati sono scarcerati.[9]